# Munkácsy Elek
Munkácsy Elek, született: Czuprák (Munkács, 1847. május 7. – Trencsén, 1898. augusztus 16.) főgimnáziumi tanár.

## Életpályája
Munkácson született, Bereg vármegyében, görög katolikus szülőktől, apja egy magán-nevelőintézet tanára volt. Már mint gyermek fogékony érdeklődéssel búvárkodott a könyvekben. Elemi iskoláinak befejeztével tanulmányai folytatására Nagyváradra vonult, ahol a kitűnő érettségi vizsgálat letétele után a római katolikus egyházmegye papnövendékei közé lépett Szatmárott. Itt négy évet töltött, majd elvált a papi pályától és mint világi a budapesti tudományegyetem tanárjelöltje lett. A három évi egyetemi tanfolyam sikeres befejeztével mint nevelő működött hét éven át Szuchányi Ferenc és Lónyay Gábor földbirtokosok családjánál. A tanári oklevél már birtokában lévén nyilvános középiskolához vágyódott tanárnak, s a felsőbb tanhatóság a kaposvári állami főgimnáziumhoz kinevezte őt helyettes tanárnak. Itt azonban csak két évig működött, mert 1882-ben Trencsénbe ment tanítani, s ekkor Czuprák családi nevét Munkácsyra változtatta. Hitvestársa 1882-ben Jelinek Irma okleveles tanítónő lett. Munkácsy 1896 nyarán kezdett gyöngélkedni, betegségére gyógyulást keresett Reichenhall és Rajec ez fürdőiben, azonban a következő évben, 1897-ben már kénytelen volt kedves foglalkozásával, a tanítással felhagyni és felesége ápolása mellett gyógyulni otthonában. Állapota azonban folyamatosan romlott. A trencséni új temetőben helyezték nyugalomra. 
Tanügyi észleleteit hírlapokban és szakközlönyökben közölte. A társasélet mozgalmaitól távol tartotta ugyan magát, de a közjó érdekében több egyesületnek volt tagja, a Trencsén vármegyei természettudományi egyesületnek pedig pénztárosa, Trencsén szabad királyi város iskolaszékének választott tagja volt. 

## Művei
- 1881 A nevelés és oktatás az ó-görögöknél. A kaposvári állami főgymnasium Értesítője (Ism. Egyet. Philol. Közlöny 1882)